# USS Bunker Hill (CV-17)

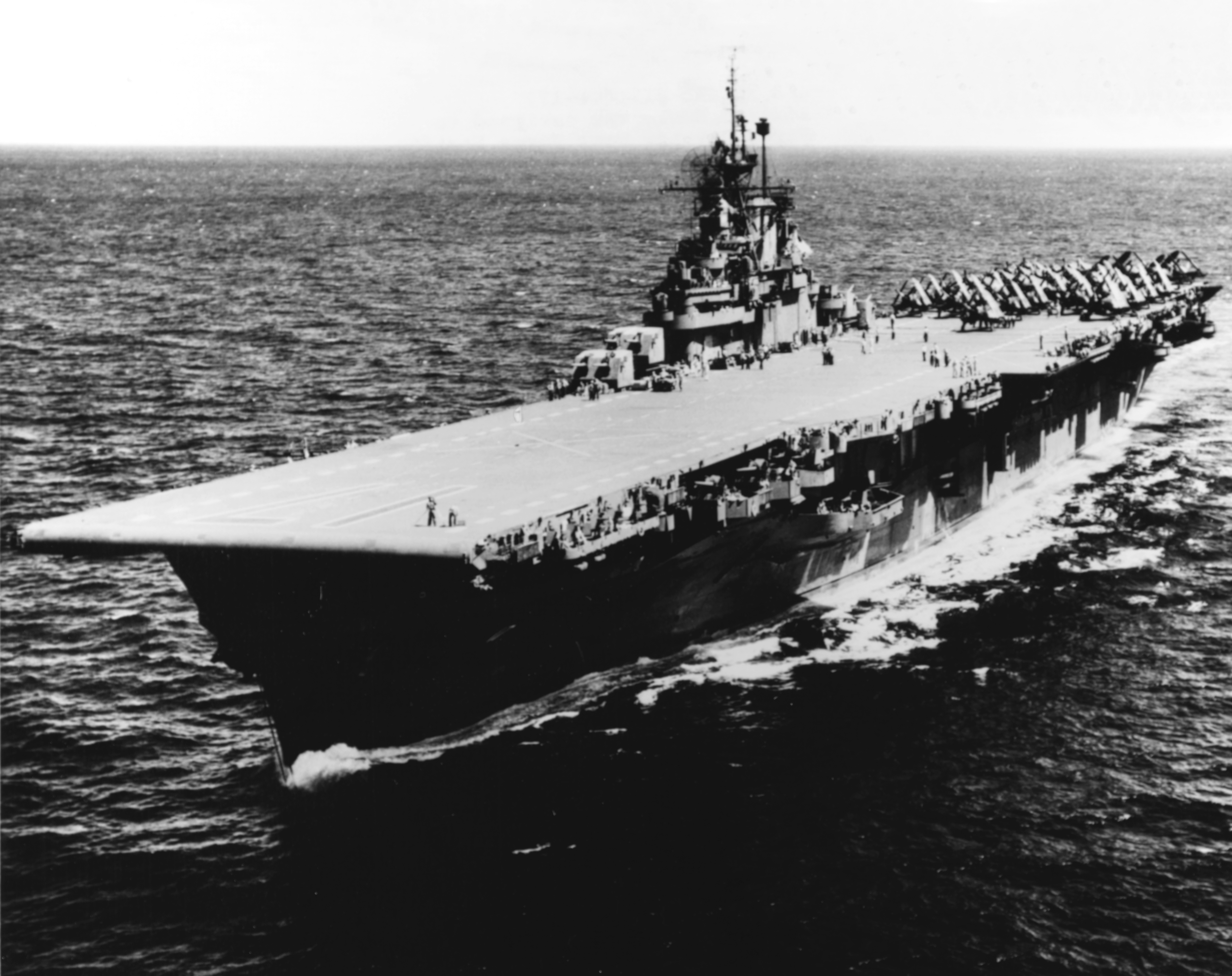
USS Bunker Hill.

USS Bunker Hill (CV/CVA/CVS-17, AVT-9) var ett av 24 hangarfartyg i Essex-klassen som byggdes för amerikanska flottan under andra världskriget. Hon var det andra fartyget att bära namnet Bunker Hill efter slaget vid Bunker Hill. Bunker Hill togs i tjänst i maj 1943 och tjänstgjorde i flera sjötåg i Stillahavskriget och mottog Presidential Unit Citation och 11 battle stars för sin tjänst under andra världskriget. Hon skadades allvarligt av japanska kamikaze-attacker i  maj 1945 där flera hundra i hennes besättning omkom och blev ett av de mest skadade hangarfartygen att överleva kriget.
Efter attackerna återvände hon till USA:s fastland för reparationer och hon togs ur tjänst 1947. Under hennes tid i reserven omklassificerades hon till ett attackhangarfartyg (CVA), sedan till ett ubåtsjaktshangarfartyg (CVS) och till slut till ett Auxiliary Aircraft Landing Training Ship (AVT). Hon moderniserades aldrig och såg aldrig aktiv tjänst igen. Bunker Hill och Franklin var de enda fartygen i Essex-klassen som aldrig togs i tjänst igen efter andra världskriget.
Hon ströks ur Flottans fartygsregister 1966 och tjänstgjorde som en elektronisk testplattform i många år i San Diego-bukten innan hon såldes för skrotning 1973. Ett försök att rädda henne som ett museifartyg 1972 misslyckades.